# Club de Yates de San Diego
El Club de Yates de San Diego (SDYC) es un club privado con fines deportivos cuyo domicilio social está situado en la bahía de San Diego, California, Estados Unidos. También dispone de instalaciones alquiladas en Isla Santa Catalina que se denominan Buffalo Beach. El club dispone de unos 100 empleados. Cuenta con 576 atraques y 161 plazas para invernaje, además de piscina, canchas de tenis, tienda, biblioteca, servicios de hostelería y zonas de recreo. Dos tercios de sus socios son propietarios de alguna embarcación.

## Historia
Fue fundado en 1886 por un grupo de entusiastas de la navegación de recreo. Las instalaciones del club fueron cambiando de un sitio a otro hasta 1924, cuando se asentó definitivamente en su actual ubicación de Point Loma.
Su éxito deportivo más relevante ha sido la victoria de su yate "Stars & Stripes" en la Copa América de 1987, patroneado por Dennis Conner. Esto convirtió al club en anfitrión de las siguientes tres ediciones, en 1988, 1992, y 1995. Sus barcos defendieron con éxito el trofeo en 1988 y 1992, pero perdieron la defensa de 1995 ante un yate del Real Escuadrón de Yates de Nueva Zelanda, el "Black Magic".

## Flotas
- La escuela de Vela tiene unos 200 alumnos hasta edad juvenil, que compiten en las clases 420, Laser, CFJ, y Sabot.
- En adultos, el club tiene flotas de Lehman 12, Etchells, Beneteau 36.7, Sabot, Crucero, PC, y modelismo naval a radiocontrol.